# Dokaben 2
Dokaben 2 est un jeu vidéo de baseball utilisant un système de cartes, développé et commercialisé par Capcom. Il est sorti en 1989 sur système d'arcade Mitchell.